# Gilles Ouaki
Gilles Ouaki est un photographe plasticien français né en Tunisie en 1946. Son travail privilégie « l’hybridation collaborative » : la rencontre de deux sensibilités artistiques donnant naissance à des œuvres communes où le vécu et les influences de chacun des « protagonistes » se nourrissent l'un l'autre.

## Biographie[1]
Né dans une famille d'origine juive, Gilles Ouaki arrive avec ses parents en France en 1957. Un an plus tard, en 1958, il gagne un concours photographique Kodak aux Galeries Lafayette sur le thème des vitrines de Noël grâce à une prise de vue originale. Cela détermine la suite de sa vie. L'artiste raconte cet événement en ces termes :
« J’avais 12 ans et 6 francs en poche. Je me rendais aux Galeries Lafayette pour acheter le tube “Diana” de Paul Anka et je suis ressorti du grand magasin sans disque ! Je venais de remporter un concours Kodak grâce à une prise de vue originale d’une vitrine de noël. Je m’étais faufilé derrière pour mieux photographier les badauds »
Pendant une vingtaine d’années, grand reporter au Parisien et à Paris Match, le photojournalisme devient son quotidien. Des faits divers aux célébrités, de la mort de Mesrine à Gainsbourg se rasant en passant par l'Affaire Grégory, son travail se fait le reflet d’une époque. En 1982, il reçoit le Grand prix de la Ville de Paris, ainsi que celui de Paris Match pour son reportage sur l’attentat de la rue des Rosiers,.
Pendant cette période, il entame une collection d'art contemporain en consacrant son premier salaire à l’achat d’une première œuvre contemporaine. C'est le début d’une collection qui, de rencontre en rencontre, l’amène à s’accomplir comme artiste.

## Points de repère
Quelques éléments du parcours qui ont rythmé la vie artistique de Gilles Ouaki :
- 2000 : Une première collaboration avec Robert Combas, le « pape » de la figuration libre lui fait faire ses premiers pas d'artiste lors d'une exposition à la Fiac baptisée le « Mur ». C’est à cette occasion que s’exprime pour la première fois son attrait pour « l’hybridation collaborative » ; un processus durant lequel « le travail de chacun des deux artistes sert de support à l’autre pour mettre en valeur une expression commune fruit du dialogue de deux sensibilités ».

- 2009 : plusieurs années se passent durant lesquelles Gilles Ouaki s’efface pour mettre son énergie au service d’autres talents. Une période pendant laquelle mûrit un projet qui aboutit à son exposition « Bye Bye polaroid » au Warf, le centre d’Art Contemporain de Basse-Normandie[5],[6]. Un travail d’hybridation en forme d’hommage/adieu à la photographie instantanée et à l’argentique. Pour ce faire, il est entouré de Soulages, Ben, Goude, Villeglé, Erro, Monory, Orlan… Comme autant de parrains pour le porter sur les fonts baptismaux artistiques.

- 2010[7] : Instigateur et curateur du Grand Pari(s) de l’Art Contemporain[8] dans le Val d’Oise, évènement pensé pour pousser les arts numériques, la photographie et la peinture à se rencontrer.

Cette même année, le plasticien imagine une nouvelle création pour la dixième édition du « Designer's Day », le « Cheese », un meuble design pop art en forme d’appareil photo géant,  exposé notamment à la cité de la Mode et du Design.
L’année se finit avec Paris Photo, le salon de la Photographie où l’artiste expose sa série « Vanitas Vanitatum » aux côtés de grands maîtres de la photographie moderne comme Jane Evelyn Atwood ou Stanley Green.
- Les années suivantes voient d’autres projets prendre forme dont notamment :

- - la relecture de ses photographies de faits divers (Redrum) par Cope2, Faucheur, Speedy Graphito, Thom Thom…

- - I Lock You[10] : Le sauvetage des cadenas du pont des arts immortalisés sur des photographies de très grand format (125x185)

- - Argentik[11] : La réinterprétation du Brownie Hawkeye vintage dans un coffret personnalisé créé en série limitée de 100 pièces uniques …

## Expositions
- 2015 – “Argentik” Galerie 312, fondation Cherpantier
- 2015 – “It’s for you” Los Angeles, USA
- 2014 – Galerie M.S - Saint-Ouen
- 2013 – “Guns, I Lock You” & “Friends” Galerie Caplain-Matignon - Paris
- 2013 – “I Lock You” Galerie Moretti & Moretti - Paris
- 2012 – Exposition de Street Art - Hivernales de Montreuil
- 2012 – Arts Saint-Germain, solo show - Galerie Seine 51 - Paris
- 2012 – “Love Locks” au Carrousel du Louvre - Paris
- 2011 – Chic Art Fair, cité de la Mode et du Design - Paris
- 2011 – Young Gallery, Bruxelles
- 2011 – Solo Show à Art Paris – Grand Palais
- 2010 – Paris Photo, solo show Leica Gallery – Musée du Louvre
- 2010 – Salon de la Photo, Paris - Porte de Versailles
- 2010 – Chic Art Fair, “Cheese !” à la Cité de la Mode et du Design - Paris
- 2010 – “RedRum, RedRed & Vanitas Vanitatum” pour les 30 ans de L’Éclaireur - Paris
- 2010 – Le Grand Pari[s] de l’Art Contemporain à l’Abbaye de Maubuisson
- 2010 – Designer’s Day, L’Éclaireur - Paris
- 2009 – Wharf - Centre National d’Art Contemporain de Basse-Normandie Red Rum, “Bye-bye Polaroid”, Leic’Art

## Editions
- Hawkeye snapshots / Gilles Ouaki - 2014
- “I lock you” - Critères Édition - 2013.
- Les hivernales de Montreuil - 2012
- Le Grand Pari[s] de l’Art Contemporain - Éditions Séguier - 2010 Designer’s days - 2010
- Instant Film : “Bye-bye Polaroid”- Leic’art – Redrum, suivi de Vol à Beaubourg - 2009.
- Sacho-Mado - Gilles Ouaki - Robert Combas - 2000
- Le Mur - Livre catalogue FIAC 2000 Gilles Ouaki - Robert Combas «Marylin» Gilles Ouaki - Robert Combas - 1999
- Yonel Lebovici «Sculpteur de Haut Niveau»-1994

## Distinctions
- Venus d’or du design - 2014
- Grand Prix Paris Match - 1982.
- Grand Prix de la Ville de Paris - 1982